# Centerville, South Dakota
Centerville är en stad i Turner County i South Dakota. Vid 2010 års folkräkning hade Centerville 882 invånare.

## Kända personer från Centerville
- Clinton Anderson, politiker